# Alloeotomus gothicus
Alloeotomus gothicus ist eine Wanzenart aus der Familie der Weichwanzen (Miridae).

## Merkmale
Die Wanzen werden 5,0 bis 6,0 Millimeter lang. Sie sind charakteristisch durchscheinend orange-braun gefärbt. Ihre Körperoberseite ist mit langen, aufrechten Haaren versehen und die Membrane der Hemielytren sind düster gefärbt und mit dunklen Flecken gesprenkelt.

## Vorkommen und Lebensraum
Die Art ist in fast ganz Europa verbreitet, kommt im Mittelmeergebiet aber nur im Norden vor. Im Osten reicht die Verbreitung bis in die Ukraine und nach Kleinasien. In Deutschland ist sie weit verbreitet, aber im Westen häufiger als im Osten.

## Lebensweise
Die Wanzen ähneln in ihrer Lebensweise Alloeotomus germanicus sehr und leben auch vor allem auf Kiefern (Pinus). Sie treten von Mai bis Oktober, überwiegend aber von Juni bis September auf.

## Belege